# Autobahnkreuz Meerbusch
Das Autobahnkreuz Meerbusch (Abkürzung: AK Meerbusch; Kurzform: Kreuz Meerbusch; früher: Autobahnkreuz Strümp) ist ein Autobahnkreuz in Nordrhein-Westfalen in der Metropolregion Rhein-Ruhr. Es verbindet die Bundesautobahn 44 (Aachen – Kassel) mit der Bundesautobahn 57 (Trans-Niederrhein-Magistrale; E 31).

## Geografie
Das Autobahnkreuz liegt auf dem Stadtgebiet von Meerbusch im Rhein-Kreis Neuss. Nächstgelegene Stadtteile sind Ossum-Bösinghoven, Strümp und Osterath, alle auf Meerbuscher Gebiet. Es befindet sich etwa 20 km nordöstlich von Mönchengladbach, etwa 12 km nordwestlich von Düsseldorf und etwa 5 km südlich von Krefeld.
Das Autobahnkreuz Meerbusch trägt auf der A 44 die Anschlussstellennummer 27, auf der A 57 die Nummer 15.

## Geschichte
Das Kreuz wurde 1976 erbaut, wobei bereits eingeplant war, dass in Fahrtrichtung Osten die A 44 später über die Anschlussstelle Lank-Latum hinaus verlängert werden würde. Es dauerte dann aber noch mehr als 25 Jahre, bis die Rheinquerung Ilverich mit der Flughafenbrücke fertiggestellt und für den Verkehr freigegeben wurde.
Bis zum Lückenschluss der A 44 trug das Kreuz die Bezeichnung 'Autobahnkreuz Strümp'. Gelegentlich wird die Bezeichnung auch heute noch verwendet.

## Bauform und Ausbauzustand
Die A 44 ist vierstreifig, während die A 57 derzeit sechsstreifig ausgebaut wird. Südlich des Autobahnkreuzes ist dieser Ausbau bereits seit 2008 abgeschlossen. Alle Verbindungsrampen sind einspurig ausgeführt.
Das Autobahnkreuz wurde als Kleeblatt angelegt.

## Anschlussstellen und Fahrbeziehungen
|                                        | Richtung Nijmegen (14) Krefeld-Oppum Autobahnraststätte Geismühle |                                                     |
| (26) Osterath Richtung Mönchengladbach |                                                                   | (28) Lank-Latum Flughafenbrücke Richtung Düsseldorf |
|                                        | (16) Bovert Richtung Köln                                         |                                                     |

## Verkehrsaufkommen
Das Kreuz wurde im Jahr 2015 täglich von rund 136.000 Fahrzeugen befahren.
| Von                     | Nach                 | Durchschnittliche tägliche Verkehrsstärke | Durchschnittliche tägliche Verkehrsstärke | Durchschnittliche tägliche Verkehrsstärke | Anteil Schwerlastverkehr | Anteil Schwerlastverkehr | Anteil Schwerlastverkehr |
| Von                     | Nach                 | 2005                                      | 2010                                      | 2015                                      | 2005                     | 2010                     | 2015                     |
| ----------------------- | -------------------- | ----------------------------------------- | ----------------------------------------- | ----------------------------------------- | ------------------------ | ------------------------ | ------------------------ |
| AS Osterath (A 44)      | AK Meerbusch         | 52.900                                    | 53.300                                    | 60.100                                    | 08,8 %                   | 08,5 %                   | 10,2 %                   |
| AK Meerbusch            | AS Lank-Latum (A 44) | 52.800                                    | 57.400                                    | 58.500                                    | 06,0 %                   | 05,9 %                   | 07,5 %                   |
| AS Krefeld-Oppum (A 57) | AK Meerbusch         | 77.500                                    | 77.800                                    | 81.800                                    | 11,2 %                   | 11,3 %                   | 10,7 %                   |
| AK Meerbusch            | AS Bovert (A 57)     | 66.800                                    | 58.400                                    | 71.400                                    | 10,9 %                   | 12,6 %                   | 10,1 %                   |